# Pedicia vetusta
Pedicia (Amalopis) vetusta là một loài ruồi trong họ Pediciidae. Chúng phân bố ở vùng sinh thái Palearctic.